# Bombardier Flexity Swift
Bombardier Flexity Swift — серія багатосекційних зчленованих моделей трамвайних вагонів, що випускаються компанією Bombardier. Позиціонуються як трамваї для позавуличних ліній.
Конструктивно вагони Flexity Swift є зчленованими трисекційними.
Середня секція зазвичай коротка (від 0,8 до 2,6 м), але може бути замінена на довгу (вагони для Порту та Роттердама-Гааги, ймовірно у майбутньому замовлення таких вагонів для Лондона).
Вагони з короткою середньою секцією спираються на три двовісні візки.
Крайні візки рушійні, середній візок підтримувальний.
Вагони з довгою середньою секцією спираються на чотири рушійні візки.
Всі вагони двокабінні та двосторонні, для колії 1435 мм.
Ширина вагона 2,65 м, довжина від 28,2 до 30,1 м (з короткою середньою секцією) і до 37,1 м (з довгою секцією).
Кількість сидячих місць залежить від довжини та виконання салону і варіюється від 58 до 100.
Застосування вагонів Flexity Swift на вулицях центрів міст може бути обмежена через досить великий мінімальний радіус повороту — 20 м (у деяких моделях більше).
Особливо виділяються вагони для Роттердам-Гааги. Вони найдовші — 42 м, зі 104 місцями для сидіння; дуже великий мінімальний радіус розвороту — 120 м — фактично дозволяє класифікувати ці вагони вже як вагони метрополітену.
Підлога у вагонах Flexity Swift, за винятком моделі K5000 у Кельні та Роттердамі, змінного рівня, низька на більшій частині довжини вагона (не менше 70 %) і підвищується над рушійними візками.
Всі входи не мають сходів і знаходяться у низькопідлоговій частині вагона, що дозволяє влаштовувати вхід/вихід в одному рівні за наявності низьких платформ.
Основні конкуренти: Alstom Citadis, Siemens Combino, Siemens Avanto та AnsaldoBreda Sirio.

## Технічна специфікація

### Низькопідлогові версії
| Місто                                               | Власник            | Фото | Позначення типу         | Дата виробництва | кількість вагонів                          | Довжина | Ширина | Вага    | Максимальна потужність |
| --------------------------------------------------- | ------------------ | ---- | ----------------------- | ---------------- | ------------------------------------------ | ------- | ------ | ------- | ---------------------- |
| Кельн, Німеччина                                    | KVB                |      | K4000                   | 1995–1999, 2002  | 124                                        | 28.40 м | 2.65 м | 35.50 т | 4 x 120 kW             |
| Кельн, Німеччина                                    | KVB                |      | K4500                   | 2004–2007        | 69                                         | 28.50 м | 2.65 м | 37.40 т | 4 x 120 kW             |
| Лондон, Англія                                      | TfL (Tramlink)     |      | CR4000                  | 1998–2000        | 24                                         | 30.10 м | 2.65 м | 36.30 т | 4 x 120 kW             |
| Стамбул, Туреччина                                  | Metro İstanbul     |      | A32                     | 2003             | 55                                         | 29.70 м | 2.65 м | 39.20 т | 4 x 120 kW             |
| Карлсруе, Німеччина                                 | AVG та VBK         |      | ET 2010 (трамвай-потяг) | 2011–2013        | 30                                         | 37 м    | 2.65 м | 62.5 т  | 4 x 150 kW             |
| Мельбурн, Австралія                                 | Yarra Trams        |      | E                       | 2010–2015        | 50                                         | 33.45 м | 2.65 м | 62 т    | 6 x 85 kW              |
| Мельбурн, Австралія                                 | Yarra Trams        | E2   | 2016–2023               | 50               |                                            | 33.45 м | 2.65 м | 62 т    | 6 x 85 kW              |
| Міннеаполіс (Легкий метрополітен Міннеаполіса), США | Metro Transit      |      | Type 1 LRV              | 2003–2007        | 27                                         | 28.65 м | 2.65 м | 48.50 т |                        |
| Порту, Португалія                                   | Метрополітен Порту |      | трамвай-потяг           | 2010             | 30                                         | 37.07 м | 2.65 м |         |                        |
| RijnGouweLijn, Нідерланди                           | NS                 |      | A32                     | 1999–2003        | 6(проданий у Стокгольм у червні 2010 року) | 29.70 м | 2.65 м | 37.50 т | 4 x 120 kW             |
| Стокгольм, Швеція                                   | SL                 |      | A32                     | 1999–2008        | 31                                         | 29.70 м | 2.65 м | 37.50 т | 4 x 120 kW             |

### Високопідлогові варіації
| Місто                         | Власник                 | Фото                     | Позначення типу        | Дата виробництва    | кількість вагонів | Довжина | Ширина  | Вага       | Максимальна потужність |
| ----------------------------- | ----------------------- | ------------------------ | ---------------------- | ------------------- | ----------------- | ------- | ------- | ---------- | ---------------------- |
| Бонн, Німеччина               | SWB                     |                          | K5000                  | 2003                | 15                | 28.4 м  | 2.65 м  | 37.80 т    | 4 x 120 kW             |
| Бурса, Туреччина              | Бурсарай                |                          | U5-2010 Bursa          | 2010–2011           | 30                | 28 м    | 2.65 м  | 38.00 т    | 4 x 120 kW             |
| Кельн, Німеччина              | KVB                     |                          | K5000                  | 2002–2003           | 59                | 28.4 м  | 2.65 м  | 37.80 т    | 4 x 120 kW             |
| Кельн, Німеччина              | KVB                     | K5200                    | 2010–2011              | 15                  |                   | 28.4 м  | 2.65 м  | 37.80 т    | 4 x 120 kW             |
| Кельн, Німеччина              | KVB                     |                          | 2020–2021              | 20                  |                   | 28.4 м  | 2.65 м  | 37.80 т    | 4 x 120 kW             |
| Дюссельдорф, Німеччина        | Райнбан                 |                          | HF6                    | 2017–2020           | 42                | 28 м    | 2.65 м  |            |                        |
| Франкфурт-на-Майні, Німеччина | VgF                     |                          | U5-25 (Двоспрямований) | 2008–2017           | 94                | 25.02 м | 2.65 м  | 37.20 т    | 4 x 130 kW             |
| Франкфурт-на-Майні, Німеччина | VgF                     | U5-50 (Односпрямований)  | 130                    | 2008–2017           | 24.764 м          | 36.15 т | 2.65 м  | 4 x 130 kW |                        |
| Франкфурт-на-Майні, Німеччина | VgF                     | U5-KR (без кабіни водія) | 2018– ?                | 22                  | ?                 | ?       | 2.65 м  | ?          |                        |
| Ізмір, Туреччина              | Ізмірський метрополітен |                          | MD                     | Ordered 2001        | 30                | 23.5 м  | 2.65 м  | 32.00 т    | 4 x 75 kW              |
| Ізмір, Туреччина              | Ізмірський метрополітен |                          | M                      | Ordered 2001        | 15                | 23.5 м  | 2.65 м  |            | 4 x 75 kW              |
| Великий Манчестер, Англія     | Metrolink               |                          | M5000                  | 2009–2017 2020–2023 | 120 +27           | 28.4 м  | 2.65 м  | 39.70 т    | 4 x 120 kW             |
| Роттердам, Нідерланди         | RET                     |                          | MG2/1, SG2/1           | 1998–2002           | 81                | 30.5 м  | 2.664 м | 44.20 т    | 6 x 85 kW              |
| Роттердам, Нідерланди         | RET                     |                          | RSG3, SG3, HSG3        | 2007–2016           | 86                | 42 м    | 2.664 м | 64.30 т    | 8 x 130 kW             |